# TT107
La tombe thébaine TT 107 est située à Cheikh Abd el-Gournah, dans la nécropole thébaine, sur la rive ouest du Nil, face à Louxor en Égypte.
C'est la sépulture de Néfersekherou, scribe royal au palais de Malqata à la XVIIIe dynastie.